# 1. Garde-Division
La 1. Garde-Division (1. Divisione della Guardia), facente parte del Gardekorps, era una grande unità in forza all'Esercito prussiano e dal 1871 all'Esercito imperiale tedesco.
Il comando era di stanza nella capitale Berlino.

La divisione fu creata in seguito alla riorganizzazione dell'esercito prussiano il 5 settembre 1818.

Allo scoppio della prima guerra mondiale la divisione era sotto il comando del tenente generale Oskar von Hutier.

La divisione era così organizzata:
- 1. Garde-Infanterie-Brigade di stanza a Potsdam
  - 1. Garde-Regiment zu Fuß (1. Reggimento della Guardia a piedi) Potsdam
  - 3. Garde-Regiment zu Fuß Potsdam
  - Garde-Jäger-Bataillon Potsdam
  - Lehr-Infanterie-Bataillon Potsdam
  - 1. Garde-Landwehr-Regiment con il I. battaglione di stanza a Königsberg e il II. a Graudenz
  - 3. Garde-Landwehr-Regiment con il I. battaglione di stanza ad Hannover e il II. a Schleswig
- 2. Garde-Infanterie-Brigade di stanza a Potsdam
  - 2. Garde-Regiment zu Fuß Berlino
  - Garde-Füsilier-Regiment Berlino
  - 4. Garde-Regiment zu Fuß Berlino
  - 2. Garde-Landwehr-Regiment con il I. battaglione di stanza a Berlino e il II. a Stettino
  - 4. Garde-Landwehr-Regiment con il I. battaglione di stanza a Magdeburgo e il II. a Cottbus
  - Garde-Landwehr-Füsilier-Regiment con il I. battaglione di stanza Francoforte sul Meno e il II. a Wiesbaden
- 1. Garde-Feldartillerie-Brigade di stanza a Potsdam
  - 1. Garde-Feldartillerie-Regiment Berlino
  - 3. Garde-Feldartillerie-Regiment a Berlino e Beeskow